# 太平 (梁)
太平（たいへい）は、南北朝時代の南朝梁において敬帝蕭方智の治世に使用された元号。556年 - 557年。

## 出来事
- 元年9月：紹泰より改元。
- 2年10月：天啓に改元。

## 西暦・干支との対照表
| 太平 | 元年  | 2年   |
| 西暦 | 556年 | 557年 |
| 干支 | 丙子  | 丁丑  |